# Fabula togata
Pour les articles homonymes, voir Fabula (homonymie).
La fabula togata, ou « pièce en costumes romains » est un type de représentation théâtrale latine comique sur un thème et dans un cadre romain, au contraire de la fabula palliata qui proposait un cadre grec et des personnages aux noms grecs et qui atteint son apogée au IIe siècle av. J.-C.. La fabula togata est à la palliata ce que la fabula praetexta est à la fabula cothurnata pour la tragédie.

## Historique
La date d'invention doit être proche de l'introduction du théâtre grec à Rome, en -240, on peut attester la Togata au début du IIe siècle av. J.-C., à l'époque de Plaute. Livius Andronicus serait l'inventeur de ce genre. Des hypothèses suggèrent que le genre date plutôt de la deuxième moitié du IIIe siècle av. J.-C. avec Andronicus ou Naevius, hypothèses rejetées et abandonnée au profit de Titinius. Sa création est peut être due à une envie de nouveauté ou une lassitude. La vision de la création de la togata en réaction nationaliste à la Palliata hellénique, défendue par exemple par Augusto Rostagni (it), est une théorie rejetée,.

## Étymologie
Dans la fabula togata, le costume porté par les acteurs, tous strictement masculins, est la toge, typiquement romaine, tandis que la fabula palliata quant à elle, a pris son nom du pallium, une sorte de manteau avec capuche utilisé en Grèce et non dans la république romaine.

## Caractéristiques
Malgré la transmission médiocre, il fut tenté de reconstituer le genre, les titres permettent de cerner les caractéristiques et le répertoire. Elles sont à la fois parallèles et distinctes des autres genres : la moitié des titres viennent de la Mésè ou Néa, la structure et rythmique sont très proches de la palliata et de la comédie grecque en général sauf la division en actes et les intermèdes choraux, qui ne sont pas conservés. La distribution des personnages et le faciès sont clairement inspirés de la Néa, mais les noms sont en latin. Pour ce qui est des points originaux, il fut établi que la togata lie une intrigue amoureuse et familiale, un prétexte pour montrer les mœurs des habitants d'une ville ou d'une classe sociale. Les thèmes sont liés aux faits d'actualités et aux faits de société, surtout en ce qui concerne la famille, l'action est généralement dans l'Urbs. Le genre utilise un comique de geste et de mot, avec des moments de musiques et danses (cantica). En ce qui concerne les habits, les hommes en toge, esclaves en tunique, étrangers avec tenue exotique, matrones en stola.
Les créateurs de la togata façonnent la comédie grecque à leurs mesures, une forme nouvelle en somme, rajeunie et romanisée. Néanmoins, les Palliatae étaient déjà romanisés dans les intrigues et les vers. Le Latin utilisé est plutôt de forme archaïque pour certains auteurs.
Les auteurs latins préférèrent le genre de la fabula palliata:  en conséquence, le manque de texte et de fragments qui nous sont parvenus nous empêche d'avoir une image bien définie de la fabula togata, dont les caractéristiques sont délimitées par comparaison avec les formes parallèles de genres théâtraux mieux documentés, de témoignages indirects et du lien inextricable entre le Panem et circenses, typique de la société de Rome, dont les témoignages historiographiques, beaucoup plus détaillés, permettent aussi d'interpréter ce genre littéraire.

## Auteurs
On ne connait seulement que le nom de trois auteurs de fabulae togatae : Gnaeus Octavius Titinius Capito,. Selon Lydus, il aurait composé des pièces en 219 av. J.-C., pendant la seconde guerre punique, et au début du IIe siècle av. J.-C. Son style est vu comme archaïque mais contient une grande variété de mètres. 105 fragments sont identifiés, nous connaissons 15 titres de ses pièces. Lucius Afranius est le plus célèbre, avec 43 titres connus et 432 fragmeents transmis par les anciens; Titus Quinctius Atta est chronologiquement le dernier, avec onze titres répertoriés et 26 fragments cités. Et nous ne connaissons que les titres de deux pièces qui ne furent pas composés par les trois suscités : La Sophia et Les Veuves.

## Transmission
Le genre tomba en désuétude au IIe siècle après Atta, supplanté par l'atellane et le pantomime, seuls certains lettrés conservaient des exemplaires dans leurs bibliothèques. La transmission est très médiocre, aucune pièce complète ne nous est parvenue. Il nous reste 444 fragments divers des pièces, plus de la moitié provenant de Nonius Marcellus, la plupart venant de grammairiens de l'époque tardive. L'ordre des fragments peut être cerné grâce aux caractéristiques stylistiques et à la Lex Lindsay. C'est pour cette raison que les Palliatae sont les plus connues des comédies latines car les pièces de Plaute et de Térence sont les seules à être complètes.

## Sources
- (it) Cet article est partiellement ou en totalité issu de l’article de Wikipédia en italien intitulé « Commedia togata » (voir la liste des auteurs).